# Аматорський драфт НХЛ 1973
Драфт НХЛ 1973 відбувся в готелі «Маунт Роял» у Монреалі (Квебек).
Під час 11-го драфту НХЛ у 12-и раундах було обрано 168 хокеїстів. Першим номером драфту став Деніс Потвен, якого скаути вважали наступником Боббі Орра найкращого захисника ліги. Потвен виправдав сподівання та відіграв важливу роль у клубі «Нью-Йорк Айлендерс» на початку 80-х років. 
«Монреаль Канадієнс» обрав під восьмим номером Боба Гейні, який не був зіркою у юніорській лізі але в НХЛ став найкращим нападником захисного плану.

## Вибір за раундом
Нижче поданий список гравців, обраних на Драфті НХЛ 1973 року.
|  | = Всі зірки НХЛ |  |  | = Члени Зали слави |

### Перший раунд
| #1 | Гравець           | Позиція              | Національність | Команда НХЛ        | Попередня команда            |
| --- | ----------------- | -------------------- | -------------- | ------------------ | ---------------------------- |
| 1 | Деніс Потвен      | захисник             | Канада         | Нью-Йорк Айлендерс | Оттава 67-і (ОХЛ)            |
| 2 | Том Лисяк         | центральний нападник | Канада         | Атланта Флеймс     | Медисин-Гат Тайгерс (ЗХЛ)    |
| 3 | Денніс Вервергарт | правий крайній       | Канада         | Ванкувер Канакс    | Лондон Найтс (ОХЛ)           |
| 4 | Ленні Макдональд  | правий крайній       | Канада         | Торонто Мейпл-Ліфс | Медисин-Гат Тайгерс (ЗХЛ)    |
| 5 | Джон Девідсон     | воротар              | Канада         | Сент-Луїс Блюз     | Калгарі Сентенніалс (ЗХЛ)    |
| 6 | Андре Савар       | центральний нападник | Канада         | Бостон Брюїнс      | Квебек Ремпартс (QMJHL)      |
| 7 | Блейн Стафтон     | правий крайній       | Канада         | Піттсбург Пінгвінс | Флін Флон Бомберс (ЗХЛ)      |
| 8 | Боб Гейні         | лівий крайній        | Канада         | Монреаль Канадієнс | Пітерборо Пітс (ОХЛ)         |
| 9 | Боб Дейлі         | захисник             | Канада         | Ванкувер Канакс    | Торонто Мальборос (ОХЛ)      |
| 10 | Боб Нілі          | захисник             | Канада         | Торонто Мейпл-Ліфс | Пітерборо Пітс (ОХЛ)         |
| 11 | Террі Річардсон   | воротар              | Канада         | Детройт Ред-Вінгс  | Нью Вестмінстер Брюїнс (ЗХЛ) |
| 12 | Морріс Титанік    | лівий крайній        | Канада         | Баффало Сейбрс     | Садбері Вулвс (ОХЛ)          |
| 13 | Дерсі Рота        | лівий крайній        | Канада         | Чикаго Блекгокс    | Едмонтон Оіл-Кінгс (ЗХЛ)     |
| 14 | Рік Міддлтон      | правий крайній       | Канада         | Нью-Йорк Рейнджерс | Ошава Дженералс (ОХЛ)        |
| 15 | Ян Тернбулл       | захисник             | Канада         | Торонто Мейпл-Ліфс | Оттава 67-і (ОХЛ)            |
| 16 | Вік Меркреді      | центровий            | Канада         | Атланта Флеймс     | Нью Вестмінстер Брюїнс (ЗХЛ) |
| Джерело: 1973 NHL Amateur Draft hockeydraftcentral.com. Архів оригіналу за 11 лютого 2009. Процитовано 18 грудня 2008. |                   |                      |                |                    |                              |

### Другий раунд
| #1 | Гравець        | Позиція              | Національність | Команда НХЛ          | Попередня команда           |
| --- | -------------- | -------------------- | -------------- | -------------------- | --------------------------- |
| 17 | Гленн Голдап   | правий крайній       | Канада         | Монреаль Канадієнс   | Торонто Мальборос (ОХЛ)     |
| 18 | Блейк Данлоп   | центральний нападник | Канада         | Міннесота Норз-Старс | Оттава 67-і (ОХЛ)           |
| 19 | Полен Бордело  | правий крайній       | Канада         | Ванкувер Канакс      | Торонто Мальборос (ОХЛ)     |
| 20 | Ларрі Гуденоуг | захисник             | Канада         | Філадельфія Флаєрс   | Лондон Найтс (ОХЛ)          |
| 21 | Ерік Вейл      | лівий крайній        | Канада         | Атланта Флеймс       | Садбері Вулвс (ОХЛ)         |
| 22 | Пітер Маррін   | центральний нападник | Канада         | Монреаль Канадієнс   | Торонто Мальборос (ОХЛ)     |
| 23 | Вейн Біаншен   | лівий крайній        | Канада         | Піттсбург Пінгвінс   | Флін Флон Бомберс (ЗХЛ)     |
| 24 | Джордж Песу    | захисник             | Канада         | Сент-Луїс Блюз       | Саскатун Блейдс (ЗХЛ)       |
| 25 | Джон Роджерс   | правий крайній       | Канада         | Міннесота Норз-Старс | Едмонтон Оіл-Кінгс (ЗХЛ)    |
| 26 | Брент Лівінс   | лівий крайній        | Канада         | Філадельфія Флаєрс   | Свіфт-Керрент Бронкос (ЗХЛ) |
| 27 | Колін Кемпбелл | захисник             | Канада         | Піттсбург Пінгвінс   | Пітерборо Пітс (ОХЛ)        |
| 28 | Жан Ландрі     | захисник             | Канада         | Баффало Сейбрс       | Квебек Ремпартс (ГЮХЛК)     |
| 29 | Рег Томас      | лівий крайній        | Канада         | Чикаго Блекгокс      | Лондон Найтс (ОХЛ)          |
| 30 | Пет Гікі       | лівий крайній        | Канада         | Нью-Йорк Рейнджерс   | Гамільтон Ред Вінгс (ОХЛ)   |
| 31 | Джиммі Джонс   | правий крайній       | Канада         | Бостон Брюїнс        | Пітерборо Пітс (ОХЛ)        |
| 32 | Рон Андрюфф    | центральний нападник | Канада         | Монреаль Канадієнс   | Флін Флон Бомберс (ЗХЛ)     |
| Джерело: 1973 NHL Amateur Draft hockeydraftcentral.com. Архів оригіналу за 31 травня 2009. Процитовано 18 грудня 2008. |                |                      |                |                      |                             |

### Третій раунд
| #1 | Гравець | Позиція  | Національність | Команда НХЛ   | Попередня команда      |
| --- | ------- | -------- | -------------- | ------------- | ---------------------- |
| 47 | Ел Сімс | захисник | Канада         | Бостон Брюїнс | Корнволл Роялс (ГЮХЛК) |
| Джерело: 1973 NHL Amateur Draft hockeydraftcentral.com. Архів оригіналу за 31 травня 2009. Процитовано 18 грудня 2008. |         |          |                |               |                        |

### Четвертий раунд
| #1 | Гравець    | Позиція  | Національність | Команда НХЛ       | Попередня команда  |
| --- | ---------- | -------- | -------------- | ----------------- | ------------------ |
| 59 | Майк Корні | захисник | Канада         | Детройт Ред-Вінгс | Дофін Кінгз (МЮХЛ) |
| Джерело: 1973 NHL Amateur Draft hockeydraftcentral.com. Архів оригіналу за 31 травня 2009. Процитовано 18 грудня 2008. |            |          |                |                   |                    |

### П'ятий раунд
| #1 | Гравець   | Позиція                        | Національність | Команда НХЛ     | Попередня команда  |
| --- | --------- | ------------------------------ | -------------- | --------------- | ------------------ |
| 67 | Пол О'Ніл | центральний і крайній нападник | Канада         | Ванкувер Канакс | Сіетл Тотемс (СХЛ) |
| Джерело: 1973 NHL Amateur Draft hockeydraftcentral.com. Архів оригіналу за 31 травня 2009. Процитовано 18 грудня 2008. |           |                                |                |                 |                    |

### Шостий раунд
| #1 | Гравець         | Позиція        | Національність | Команда НХЛ        | Попередня команда     |
| --- | --------------- | -------------- | -------------- | ------------------ | --------------------- |
| 86 | Блер Макдональд | правий крайній | Канада         | Лос-Анджелес Кінгс | Корнвол Роялс (ГЮХЛК) |
| Джерело: 1973 NHL Amateur Draft hockeydraftcentral.com. Архів оригіналу за 31 травня 2009. Процитовано 18 грудня 2008. |                 |                |                |                    |                       |

### Сьомий раунд
| #1 | Гравець   | Позиція | Національність | Команда НХЛ        | Попередня команда |
| --- | --------- | ------- | -------------- | ------------------ | ----------------- |
| 97 | Дон Куттс | воротар | Канада         | Нью-Йорк Айлендерс | R.P.I. (ECAC)     |
| Джерело: 1973 NHL Amateur Draft hockeydraftcentral.com. Архів оригіналу за 31 травня 2009. Процитовано 18 грудня 2008. |           |         |                |                    |                   |

### Восьмий раунд
| #1 | Гравець    | Позиція  | Національність | Команда НХЛ        | Попередня команда                |
| --- | ---------- | -------- | -------------- | ------------------ | -------------------------------- |
| 122 | Норм Барнс | захисник | Канада         | Філадельфія Флаєрс | Університет штату Мічиган (НКАА) |
| Джерело: 1973 NHL Amateur Draft hockeydraftcentral.com. Архів оригіналу за 31 травня 2009. Процитовано 18 грудня 2008. |            |          |                |                    |                                  |